# Adolf Carl Noé
Adolf Carl Noé (ursprünglich Adolf Carl Noë von Archenegg, * 28. Oktober 1873 in Graz; † 10. April 1939 in Chicago) war ein aus Österreich stammender amerikanischer Paläobotaniker.
Noë von Archenegg studierte von 1894 bis 1897 Botanik bei Constantin von Ettingshausen an der Universität Graz. Nach von Ettinghausens Tod studierte er von 1897 bis 1899 an der Universität Göttingen weiter. 1899 ging er in die USA und erwarb im Jahr 1900 den A.B. an der University of Chicago. Er fand jedoch nur eine Anstellung als Deutschlehrer, zunächst in Burlington (Iowa), dann an der Stanford University. Er kehrte an die University of Chicago zurück, wo er 1904 in Germanistik promovierte und lehrte dort seit 1905, zunächst als Deutschlehrer, seit 1910 als Assistant Professor für deutsche Literaturwissenschaften. Von 1910 bis 1920 arbeitete er daneben halbtags als Assistenzbibliothekar in der Universitätsbibliothek. Gegen Ende des Ersten Weltkrieges änderte er seinen Namen aus Gründen der damaligen Deutschfeindlichkeit in den USA in Adolf Carl Noé. Nach dem Krieg ließ das Interesse am Studium der Germanistik in den USA nach, und Noé begann 1920 mit Deutschkursen speziell für Studenten der Naturwissenschaften und Kursen in Paläobotanik in den Departments für Geologie und Botanik. 1921 wurde er Assistant Professor für Paläobotanik, gab daneben jedoch bis 1923 weiter Deutschkurse. Von 1924 bis zu seinem Tode 1939 war er Associate Professor für Paläobotanik und Kurator für fossile Pflanzen am Walker Museum der University of Chicago.
Seit 1921 arbeitete Noé für den Illinois Geological Survey, 1922 auch für den von Kentucky, 1923 bis 1925 auch für den von Iowa. Die dortigen Kohlenminen waren eine Hauptquelle für fossile Pflanzen und Noé konnte seinen Kenntnisse der Entstehung der Kohle und ihrer Geologie für die Kohlenindustrie einsetzen. Besonders untersuchte er Torfdolomit (englisch coal balls). Er trug eine Sammlung von über 25.000 fossilen Pflanzen für das Walker Museum zusammen. Noé war einer der ersten, die in den USA Paläobotanik lehrten und hatte zahlreiche Schüler. 1936 wurde er erster Vorsitzender der neuen paläobotanischen Abteilung der Botanical Society of America.

## Veröffentlichungen (Auswahl)
Siehe das vollständige Schriftenverzeichnis in Proceedings of the Geological Society of America 1939, S. 225–227.
- Das junge Deutschland und Goethe. Chicago 1910 (= Dissertation).
- Pennsylvanian Flora of Northern Illinois (=State of Illinois, Department of Registration and Education, Division of the State Geological Survey Bulletin 52) Urbana, Illinois 1925 (Digitalisat auf archive.org).
- Ferns, fossils and fuel. The story of plant life on earth. Rockwell, Chicago 1931.
- Golden Days of Soviet Russia. Rockwell, Chicago 1931.
- Fossil palms. In: Bror Eric Dahlgren: Index of American palms (= Botanical series. Field Columbian Museum of Natural History. Band 14). Field Museum, Chicago 1936, S. 439–456 (Digitalisat auf archive.org).
- Otto Stutzer: Geology of coal. Translated and revised by Adolph C. Noé. University of Chicago Press, Chicago 1940.